# Карху, Эйно Генрихович

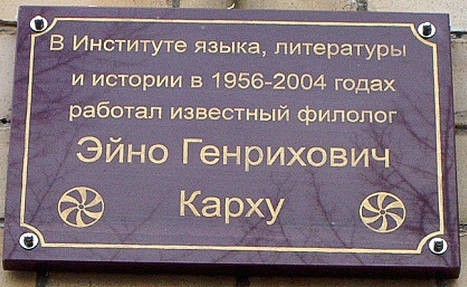
Памятная доска на здании Институт языка, литературы и истории КарНЦ РАН в Петрозаводске

Эйно Генрихович Ка́рху (1923—2008) — учёный-филолог, литературовед, переводчик, доктор филологических наук, профессор, Заслуженный деятель науки РСФСР, Заслуженный деятель науки Карельской АССР (1969), лауреат Государственной премии Карельской АССР (1983) и Республики Карелия (2002), Почётный гражданин Республики Карелия (1999).

## Биография
Родился в деревне Финно-Высоцкое Петроградского уезда в крестьянской семье финнов-ингерманландцев. Окончил среднюю школу в Повенце.
3 сентября 1941 года был призван в армию Медвежьегорским РВК Карело-Финской ССР. Участник Великой Отечественной войны; служил в 481-м стрелковом полку 314-й стрелковой дивизии. Демобилизован в декабре 1945 года в звании лейтенанта.
В 1946—1950 годах — студент отделения финского языка и литературы Петрозаводского государственного университета, в 1956 году окончил аспирантуру при университете.
С 1956 года — сотрудник Института языка, литературы и истории Карельского научного центра РАН, в 1960—1988 годах — заведующий сектором литературы института, главный научный сотрудник института.
Читал лекции по истории финской литературы в университетах Финляндии, Швеции и Германии. Известен как переводчик художественной литературы с финского и шведского языков. Член Союза писателей СССР с 1964 года.
Являлся Почётным доктором университета Йоэнсуу (Финляндия), членом Общества финской литературы (Хельсинки), общества «Калевала», общества поэта Эйно Лейно, Международного общества фольклористов.

## Основные научные работы
Опубликовано более 300 научных работ, некоторые из них:
- Финляндская литература и Россия, 1800—1850 / Э. Карху; Тартус. гос. ун-т; под ред. В. В. Похлебкина, И. И. Кяйвяряйнена. — Таллин: Эстон. гос. изд-во, 1962. — 343 с. — (Скандинавский сборник). — Рез. фин., эст., швед. — Библиогр.: с. 317—321 и в подстроч. примеч.
- Финляндская литература и Россия, 1850—1900 / Э. Г. Карху; Акад. наук СССР, Петрозав. ин-т яз., лит. и истории; [отв. ред. Т. К. Сумманен]. — М.,Л.: Наука, 1964. — 281 с. — Библиогр.: с. 278—280 и в подстроч. примеч.
- Демократическая литература современной Финляндии / Э. Карху. — Петрозаводск: Карел. кн. изд-во, 1966. — 139 с. — Рез. на англ. яз.
- Очерки финской литературы начала XX века / Э. Г. Карху; Акад. наук СССР, Карел. фил., Ин-т яз., лит. и истории; [отв. ред. У. Н. Руханен]. — Л.: Наука, 1972. — 399 с . — Библиогр. в подстроч. примеч.
- В краю «Калевалы»: (крит. очерк о соврем. лит. Карелии) / Э. Карху. — М.: Современник, 1974. — 223 с.: ил. — (Литературная карта РСФСР). — Библиогр. в подстроч. примеч.
- Достоевский и финская литература / Э. Г. Карху; Ин-т языка, лит. и истории Карел. фил. Акад. наук СССР. — Петрозаводск: Карелия, 1976. — 136 с. — Библиогр.: с. 129—133 и в подстроч. примеч.
- От рун к роману: ст. о карело-фин. фольклоре, «Калевале», фин. лит. / Э. Карху. — Петрозаводск: Карелия, 1978. — 334 с. — Библиогр. в подстроч. примеч.
- От эпоса фольклорного к эпосу литературному: (типол. сопоставление явлений фин. и карел. лит.) / Э. Карху // Neohelicon. — Budapest, 1978. — Vol. 6, № 1. — P. 61—83. — Рез. англ. — Библиогр. в подстроч. примеч.
- История литературы Финляндии: от истоков до конца XIX в. / Э. Г. Карху; Акад. нак СССР, Ин-т языка, лит. и истории. — Л.: Наука, 1979. — 510, [16] с. ил. — Библиогр.: с. 493—500.
- Финская лирика XX века / Э. Г. Карху. — Петрозаводск: Карелия, 1984. — 319 с. — Библиогр. в подстроч. примеч.
- «Калевала» и некоторые проблемы её изучения: препринт докл. на заседании Президиума Карел. фил. АН СССР (28 июня 1985 г.) / Э. Г. Карху; Карел. фил. АН СССР. Ин-т языка, лит. и истории. — Петрозаводск, 1985. — 31 с. — Библиогр.: с. 28-30.
- История литературы Финляндии, XX век / Э. Г. Карху; отв. ред. М. Э. Куусинен; Акад. наук СССР, Кар. фил., Ин-т яз., лит. и ист. — Л.: Наука, 1990. — 607, [20] с. ил.: ил. — Библиогр.: с. 588—598. — ISBN 5-02-027947-1.
- Карельский и ингерманландский фольклор в историческом освещении: история литературы Карелии / Э. Г. Карху; РАН, Ин-т мировой лит. им. А. М. Горького, Карел. науч. центр, Ин-т яз., лит. и истории; редкол.: Н. С. Надъярных (гл. ред.) и др. — СПб.: Наука, 1994. — 239 с. — (История литературы Карелии; Т. 1). — Библиогр.: с. 230—237. — ISBN 5-02-028180-8.
- Элиас Лённрот: жизнь и творчество / Э. Г. Карху ; Рос. Акад. наук, Карел. науч. центр, Ин-т яз., лит. и истории. — Петрозаводск: Карелия, 1996. — 237 с. : ил., портр. — Библиогр.: с. 229—236. — ISBN 5-7545-0703-8.
- Малые народы в потоке истории: исслед. и воспоминания / Э. Г. Карху; РАН; Карел. науч. центр; Ин-т яз., лит. и истории; [науч. ред. Е. И. Клементьев]. — Петрозаводск: Изд-во Петрозав. гос. ун-та, 1999. — 255 с. — Библиогр.: с. 254—255. — ISBN 5-8021-0048-6.
- Общение культур и народов : исслед. и материалы по истории фин.-карел.-рус. культур. связей XIX—XX в. / Э. Г. Карху; Карел. науч. центр Рос. акад. наук, Ин-т яз., лит. и истории. — Петрозаводск: [б. и.], 2003. — 231 с.: ил., портр. — Библиогр.: с. 224—225 и в примеч. — ISBN 5-9274-0109-0.
- Suomen 1900-luvun alun kirjallisuus / Eino Karhu; [suom. U.-L. Heino]. — Helsinki: Kansankulttuuri OY, 1973. — 541 s.: kuv. — ISBN 951-615-041-1; 951-615-042-х. — Текст фин. Пер. загл.: [Литература Финляндии 1900-х годов].
- Dostojevski ja Suomen kirjallisuus / Eino Karhu; [suom.U.-L. Heino]. — Helsinki : Kansankulttuuri, 1977. — 155 s. — Bibliogr.: s. 148—155. — ISBN 951-615-143-4; 951-615-144-2. — Текст фин. Пер. загл.: [Достоевский и Финская литература].
- Suomen kirjallisuus runonlaulajista 1800-luvun loppuun. I osa / Eino Karhu; [suom. Ulla-Liisa Heino]. — Helsinki: Kansankulttuuri, 1979. — 379 s. — Kirjall. tekstien lopussa. — Фин. яз. Пер. загл.: [Творчество финских рунопевцев конца 1800-х годов. Ч. I].
- Suomen kirjallisuus runonlaulajista 1800-luvun loppuun. II osa / Eino Karhu; [suom. Ulla-Liisa Heino]. — Helsinki: Kansankulttuuri, 1979. — 357 s. — Kirjall.: s. 335—347. — Nimihakem.: s. 348—357. Пер. загл.: [Творчество финских рунопевцев конца 1800-х годов. Ч. II].
- Isien sanoma: tutkielma karjalaisesta ja inkerilaisesta kansanrunoudesta / Eino Karhu; [suom. Robert Kolomainen; taitto Harri Karttunen]. — Петрозаводск: VERSO, 2002. — 316 s. — (Juminkeon julkausuja, 18). — Viitteet: s. 292—302. — Kirjall.: s. 303—310. — ISBN 952-5385-02-7. — ISBN 5-85039-148-7. — Текст фин. Пер. загл.: [Весть отцов : исслед. карел. и ингерманланд. нар. поэзии].
- Kansankuntaa luomassa : Elias Lonnrotin elama ja merkitys / Eino Karhu; [suom. Paivi Nenonen]. — Petroskoi: Verso, 2002. — 234 s. — (Juminkeon julkaisuja, № 19). — Kirjall.: s. 227—228. — ISBN 5-85039-144-4. — Текст фин. Пер. загл.: [Создавая нацию: жизнь и значение Элиаса Лённрота].

## Комментарии
1. ↑  Деревня Финно-Высоцкое упразднена в 1970 году; её территория ныне относится к Русско-Высоцкому сельскому поселению в Ломоносовском районе Ленинградской области[3].